# Capilla de San Juan de Letrán (Jerez de la Frontera)
La capilla de San Juan de Letrán es una capilla renacentista ubicada en Jerez de la Frontera (Andalucía, España).
Su importancia histórica radica en ser uno de los pocos ejemplos que quedan en pie del "complejo religioso" que se levantó a la izquierda de la actual Alameda Cristina tras la Reconquista de la ciudad.
Debido a que acoge en Semana Santa a la Hermandad del Jesús Nazareno, Viernes Santo de madrugada, también es conocida como Capilla del Jesús Nazareno.

## Historia
Fundada en 1504, la capilla ha sufrido varias reformas, si bien, es uno de los pocos ejemplos que quedan en la Alameda Cristina antes de su intensa transformación en el siglo XVIII.

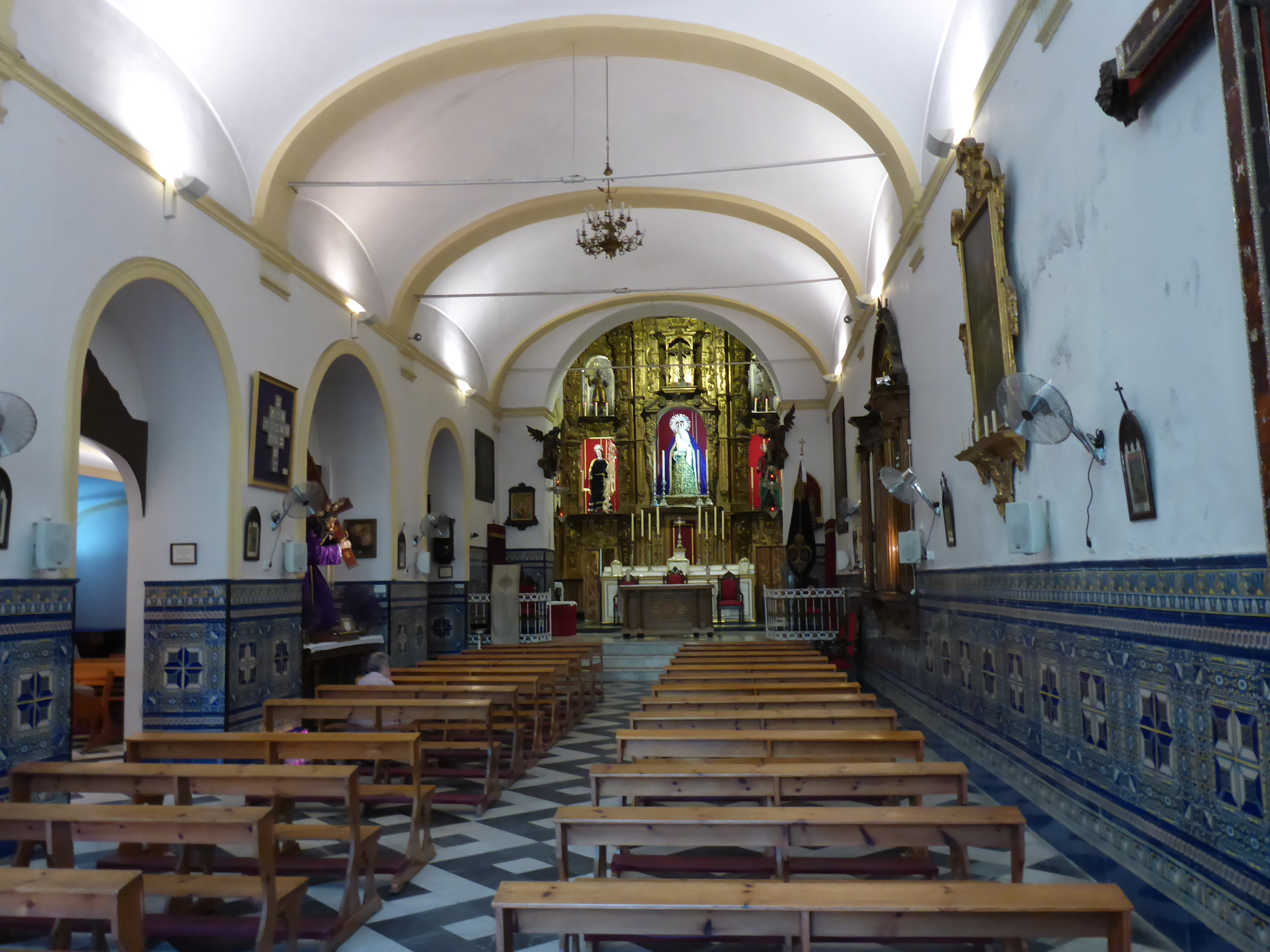
Nave central

El Retablo Mayor fue labrado en el año 1748 y procede de la Iglesia de la Candelaria, derribada en 1852.
Pese a su reducido tamaño, su origen se vincula a la capilla y hospital de San Sebastián, que posteriormente cambiaría a San Juan de Dios, ya que en ese hospital falleció Juan Grande el 3 de junio de 1600. Finalmente se derrumbaría, quedando en pie sólo la Capilla de San Juan de Letrán.
La capilla jerezana está vinculada a la basílica romana del mismo nombre ya que la ciudad pretendió que ésta dependiera directamente de Roma y no al arzobispado de Sevilla, proyecto al que Sevilla se negó rotundamente paralizando el acuerdo a su favor.

## Cofradía
La capilla es sede de la cofradía de Nuestro Padre Jesús Nazareno, muy relacionada con la Hermandad del Gran Poder de Sevilla.

## Actividades
Cada verano, tiene lugar los Veranos Nazarenos en el patio de la capilla, un ciclo de conferencias que abordan situaciones tales como el impacto económico de la Semana Santa o la puesta en valor del patrimonio.